# Rüppurr

Harta cu amplasarea cartierului

Rüppurr este un cartier din sudul orașului Karlsruhe, Germania, care are ca. 10 000 de locuitori.